# Banca de inversión

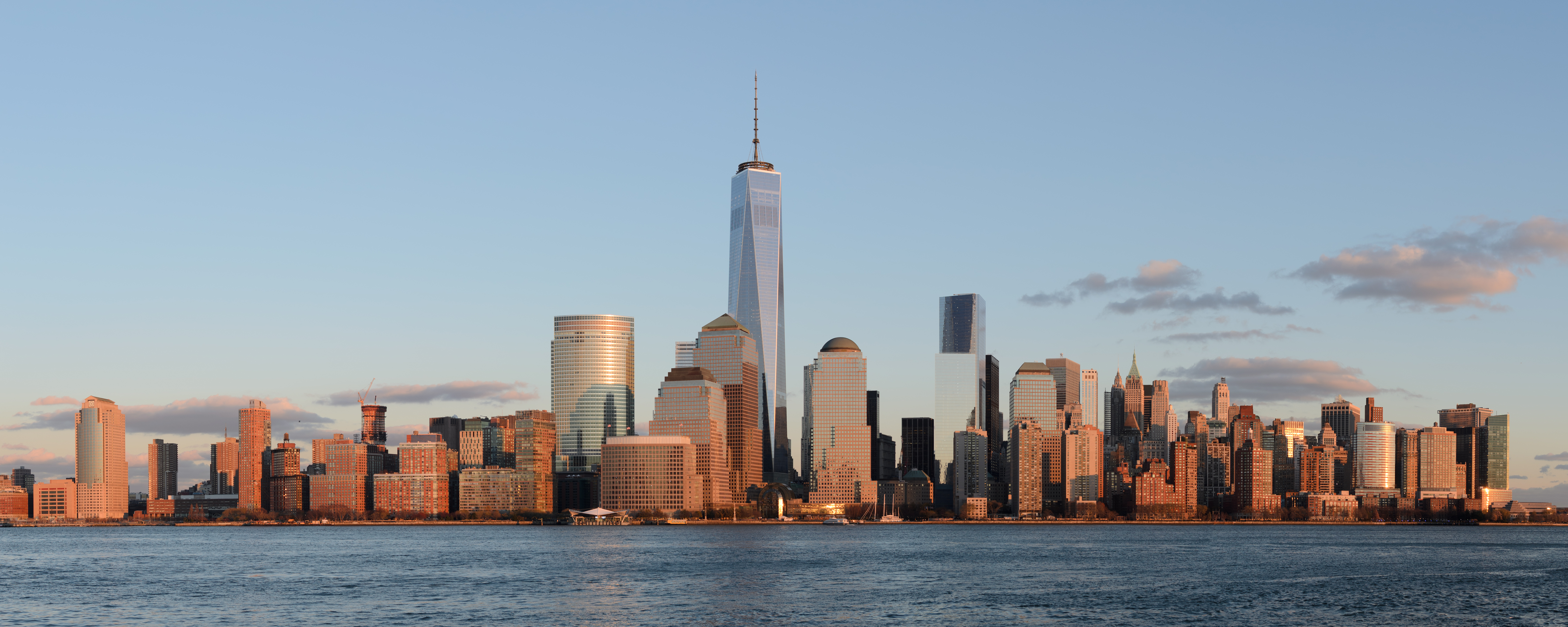
Panorama del Lower Manhattan en Nueva York, Estados Unidos.

La banca de inversión o banca de negocios asiste a clientes individuales, empresas privadas y gobiernos a obtener capital, mediante underwriting o erigiéndose en agente del cliente para la emisión y venta de valores en los mercados de capitales. Un banco de inversión puede asimismo ofrecer servicios consultivos a compañías interesadas en fusiones y adquisiciones, y otros servicios financieros a clientes como actuar de agente intermediario para market making, operación de derivados financieros, renta fija, divisas, commodities y acciones.
La banca de inversión generalmente tiene dos grandes segmentos de negocios. La operación, comercio o intercambio de valores por efectivo u otros valores (es decir, facilitar las operaciones, el market making) o la promoción de valores (underwriting, investigación) se considera el lado de la venta,  i.e., sell-side.  Por otro lado, el trato y servicios con los fondos de pensiones, fondos mutuos, hedge funds, etc, constituye el lado de la compra, i.e., buy-side. En algunos países los bancos de inversión operan tanto del lado de la compra, como de la venta. 
Generalmente los países exigen licencias especiales para los bancos de inversión y no permiten que operen simultáneamente como bancos comerciales, es decir captando depósitos.

## Organización y estructura
Un banco de inversión opera a distintos niveles y típicamente está subdividido en front office, middle office, y back office. A menudo estas áreas están separadas por una Muralla China que busca prevenir conflictos de intereses. 
Mientras que los bancos de inversión más grandes ofrecen servicios en todas las líneas de negocio, tanto del buy-side como el sell-side, los bancos más pequeños se suelen centrar, por ejemplo, en segmentos del sell-side, como las boutiques o pequeños broker-dealers, especializándose en banca de inversión y en ventas/operaciones/investigación, respectivamente.

## Características de las actividades de banca de inversión

### Front office

#### Banca de inversión
Las finanzas corporativas constituyen el negocio tradicional de la banca de inversión. La mayoría de los bancos de inversión ofrecen servicios consultivos para las divisiones y fusiones y adquisiciones. Esto puede implicar la suscripción de los inversores a una emisión de valores, la coordinación con los licitadores, o el negociar con compañías que pueden o están afrontando una OPA.

#### Comercio y operaciones
La banca de inversión también ofrece otros servicios financieros para los clientes, tales como el comercio o colocación a futuro de ingresos, acreencias, acciones o commodities.
Los fondos mutuos, fondos de cobertura (hedge funds) y fondos de pensiones, cuyo objetivo es maximizar la rentabilidad de los ahorristas mediante la inversión, constituyen el "lado de la compra" de los valores emitidos y vendidos por la banca de inversión.

#### Investigación y análisis de valores
La división de investigación y análisis (research) se dedica a evaluar compañías y empresas y elabora informes acerca de sus perspectivas de negocio y situación financiera, siendo acompañados a menudo de recomendaciones de compra o venta.

### Middle office
Esta área del banco se encarga de la gestión de riesgos, tesorería, controles internos, auditoría y estrategias corporativas.
La gestión de riesgos es esencial. La más importante es la gestión de riesgos financieros (financial risk management) que consiste en un enfoque estructurado que trata de medir la incertidumbre asociada a un valor o cartera. El riesgo se evalúa mediante herramientas matemáticas comúnmente aceptadas como el VaR (Value at Risk) y el seguimiento de diversos indicadores financieros y macroeconómicos.

### Back office
Incluye las actividades contables y administrativas generadas por la confirmación escrita de una operación negociada y los servicios de IT.
Las operaciones que lleva a cabo front office deben ser confirmadas por back office, poniendo hincapié y comprobando que las entradas informáticas no sean erróneas ni incompletas, asegurando la liquidación de las mismas. Muchos bancos subcontratan esta parte de las operaciones. No obstante, no deja de ser una actividad crítica, dado que incorrectos sistemas de control pueden llevar a operaciones indebidas o fallos en la liquidación muy costosos.

## Crisis financiera de 2008
La crisis financiera de 2008 afectó seriamente a los principales bancos de inversión. En Estados Unidos, Lehman Brothers pidió protección crediticia ante la ley, oficialmente declarándose en quiebra financiera y sus dependencias principales fueron divididas y vendidas. 

### Plan derescate financierode Estados Unidos de 2008
Mientras tanto, el banco de inversión Merrill Lynch fue adquirido por Bank of America, a mitad de su valor real y Goldman Sachs fue adquirido por Warren Buffett, principal accionista de Coca Cola. Estos tres bancos, así como Morgan Stanley, desarrollaron una rama de negocio como bancos comerciales.

## Algunos bancos de inversión
Una lista no exhaustiva de bancos de inversión es la siguiente:
- Bank of America
- Barclays
- Cathedral Investment Bank
- Citigroup
- Crédit Agricole
- Credit Suisse
- Deutsche Bank
- Daiwa Capital Advisory
- Goldman Sachs
- HSBC
- JPMorgan Chase
- Morgan Stanley
- Nomura
- Santander
- Royal Bank of Canada
- Société Générale